# 內湖線
內湖線，簡稱內捷，屬於台北捷運文湖線路段之一，與1996年通車之木柵線直通營運，以連結台北市東部的內湖、南港及木柵等地。此路段為中運量系統，也是台灣第二條連絡機場的捷運系統。2001年8月行政院核定路線（新十大建設），全線大部分為高架路線，穿越松山機場及大直路段則為地下路線。路線自中山國中站起，沿復興北路轉入民族東路北側，進入地下後往北穿越台北松山機場及基隆河至大直，於自強隧道南端圓環旁之的北安路東側出土，進入內湖後改採用高架路線，沿內湖路、文德路、成功路與康寧路行進，跨越基隆河與國道1號（中山高速公路）至南港展覽館站，全長14.8公里。

## 歷史
內湖線最初規劃時即定位為木柵線的延伸，同樣採用膠輪路軌之中運量系統，大部分為高架路線。但由於木柵線通車前不斷發生試車事故，內湖民眾對於中運量系統的排斥感高漲，因此堅持要求變更設計，改採用高運量系統，以及興建地下化路線，並透過市議員提出這方面的訴求，於1997年7月31日臺北市議會第七屆第廿七次臨時大議第四次會議議決：內湖線應採高運量辦理。台北市政府捷運工程局則基於路線佈設考量，以及興建成本可能激增、內湖地區道路狹窄施工困難等理由，認為變更設計一事窒礙難行，雙方並無共識。之後台北市議會通過決議，凍結相關預算，要求重新評估替代方案。
經過多次重新評估，以及與地方長期溝通後，儘管捷運局曾提出一些替代方案，但受限於經費因素，原定計畫仍較為可行。擔心內湖線通車之日遙遙無期，而要求儘速妥協以利動工的聲音也開始浮現。加上木柵線通車後不再發生事故，使得內湖民眾對於中運量系統的接受度有所提升。不過，仍有超過半數的民眾堅持以地下化方式興建。捷運局則表示經費不足，只能興建高架路線。

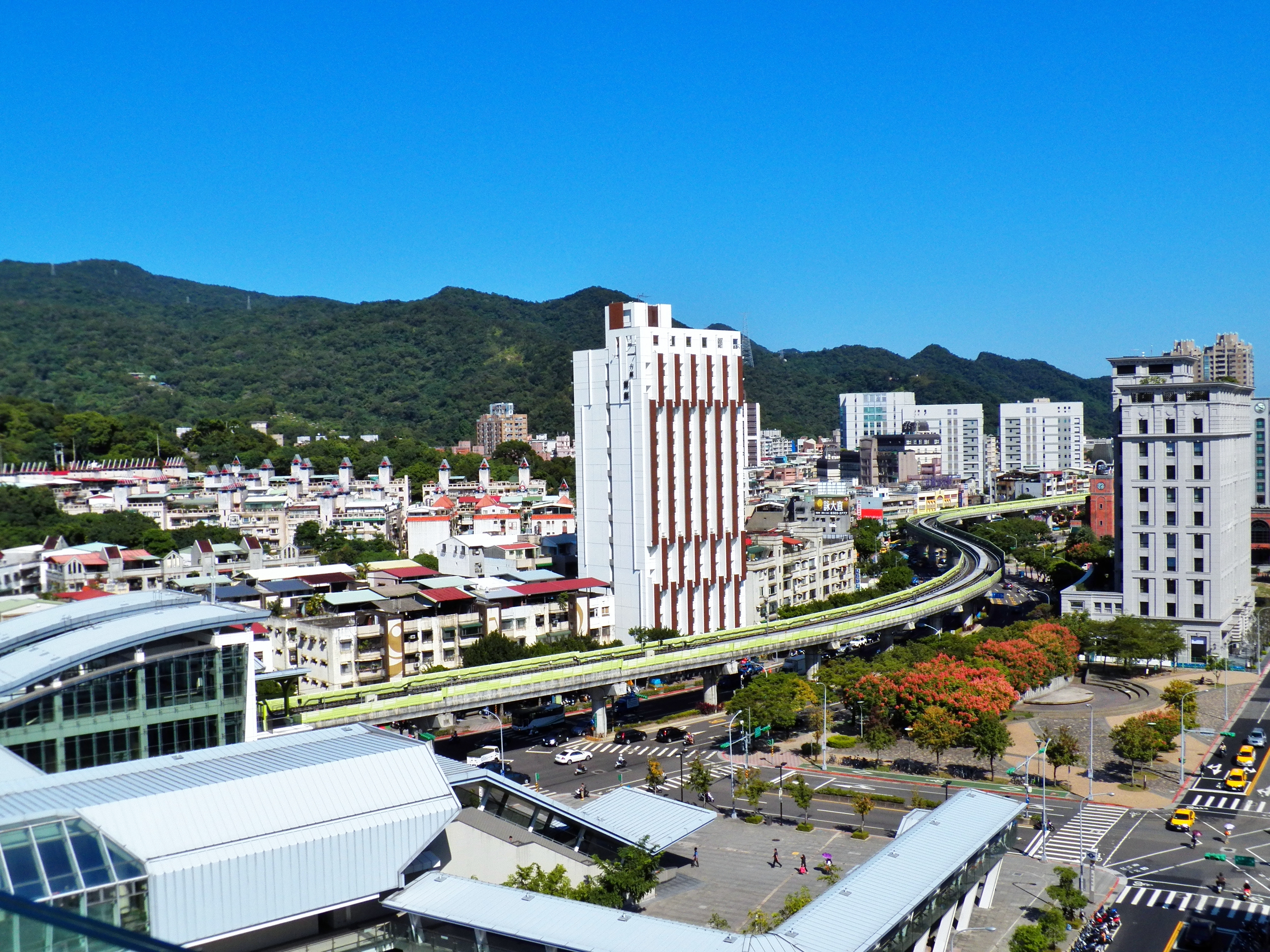
內湖線一段高架段

2000年，行政院表明：內湖線如果再不動工，中央政府將收回內湖線的補助預算。
台北市捷運工程局面對各方的質疑與建議，自1996年起，除了1993年核定的行政院核定案以外（即中運量高架系統），又陸續提出高運量高架化、高運量地下化、中運量地下化等系統的方案A、B、C、D、E的五個修正案，其中方案A、B的高運量+中運量系統，於1999年決議刪除。前台北市長馬英九於2000年6月21日赴市議會，在第八屆第十三次臨時大會第三次會議提出「捷運系統內湖線替選方案」專案報告。其後依議員的要求下，進行了第二次的民調，但民調結果卻遭到質疑。市府邀請學者與專家開會提供意見，認為民調結果僅作為參考，仍應回歸專業上的考量。2001年1月9日第八屆第十七次臨時大會第三次會議，二讀通過贊成市府所建議的行政院核定案（即中運量高架化系統），另外也提出增設松山機場站的修正案。行政院於2001年8月1日審議通過此一提案，延宕了七年的爭議終於畫下句點。
內湖線工程由工信工程股份有限公司，在內湖人一片反對中運量、議員質疑龐巴迪無法承接馬特拉膠輪系統之際，以遠低於其他對手的328億6999萬9996元得標。但至2009年中，五次追加減預算後預算已高達593億7867萬4251元，預估到完成時會高達667億元，為得標金額之兩倍。
2010年5月12日監察院提出糾正指出，以小綁大之土建綁機電的發包策略不當，且決標前未審查廠商資格，導致無法選擇機電系統廠商，機電廠商亦無法參與公平競爭；決標後也未審慎辦理履約及勘查作業，以致營運後事故頻傳；且文湖線從規劃到完工歷時20餘年，預算也從1989年議會通過的新台幣247.66億元預算，一直追加到637億元，而機電工程隨物價調整部分還沒納入，未來經費只會更多不會更少。如果比較每公里造價，1989年原核定採高架設計，每公里造價27.22億元，後因中高運量爭議、路線變更、增設松山機場站及物價調整等，2009年通車營運核算每公里造價增為43.05億元，增幅達58.18%，顯見捷運局辦理內湖線規劃設計、施工及履約管理過程並不周延。
內湖線工程原本預定於2008年6月完工，然而由於內湖地區地下管線複雜，先前土質評估失誤。康寧路壓力箱涵不得在防汛期施工，加上包商與下游廠商間出現糾紛等因素，造成施工進度落後，預定通車時程約延後一年。
內湖線從計畫到通車耗時共22年，共歷經許水德、吳伯雄、黃大洲、陳水扁、馬英九、郝龍斌共六位市長，動工到通車共7年。原預定1996年通車營運，也因種種因素而延宕至2011年8月28日才能全面驗收通車，為台北捷運各路線中延宕最久的路線。與木柵線串連後成為全世界最長的中運量膠輪路軌系統（共25.7公里）。

### 大事誌
- 1987年2月23日：內湖線開始規劃。
- 1988年12月15日：木柵線開工，同時交通部規劃內湖線於1996年完工通車。
- 1990年4月7日：內湖線11座車站位置及路線確定。
- 1993年9月28日：由於木柵線試車時發生火燒車事件，交通部決定停止所有內湖線相關作業。
- 1993年10月9日：捷運局代理局長廖慶隆宣佈內湖線放棄中運量系統，改採高運量系統；並請捷運局進行民意調查。
- 1994年8月23日：捷運局宣佈內湖線仍將採用中運量系統；內湖居民發動連署，反對中運量系統（中運量的系統在國際間尚未整合，各系統由不同設計製造公司持有專利，所以有系統相容的問題）。
- 2001年9月26日：內湖線12座車站命名確定。
- 2001年8月：行政院長游錫堃核定捷運內湖線（新十大建設）。
- 2002年5月23日：內湖線開工，同時交通部規劃內湖線於2008年6月完工通車。
- 2006年12月26日：台北市長郝龍斌於就任首日視察工地時，宣佈內湖線延後至2009年6月通車。
- 2008年1月26日：內湖線完成全線軌道鋪軌。
- 2008年12月6日～2009年6月20日：文湖線進行多次直通測試。
- 2009年5月7日、5月9日：台北市政府辦理初勘。
- 2009年6月6日、6月7日：交通部進行履勘作業。
- 2009年6月15日：取得交通部營運許可證。
- 2009年6月28日～7月1日：進行劍南路－南港展覽館免費試乘活動。（松山機場站、大直站不開放）
- 2009年7月4日：木柵線轉換阿爾斯通系統，切斷使用13年的西門子VAL256系統，內湖線正式連接木柵線通車營運，稱為木柵內湖線。7月4日至6日三天，持悠遊卡搭乘台北捷運享全面5折優惠。[12]

- 內湖線通車後之事件請參見

## 車站
| 車站編號       | 車站名稱          | 車站名稱 | 交會路線                               | 站體型式 | 所在地   | 所在地        |
| 車站編號       | 中文              | 英文     | 交會路線                               | 站體型式 | 所在地   | 所在地        |
| -------------- | ----------------- | -------- | -------------------------------------- | -------- | -------- | ------------- |
| 內湖線         |                   |          |                                        |          |          |               |
| BR24           | 南港展覽館        |          | 板南線 基隆捷運                        | 高架     | 臺 北 市 | 南港區        |
| BR23           | 南港軟體園區      |          |                                        | 高架     | 臺 北 市 | 南港區        |
| BR22           | 東湖              |          | 民生汐止線                             | 高架     | 臺 北 市 | 内湖區        |
| BR21           | 葫洲              |          |                                        | 高架     | 臺 北 市 | 内湖區        |
| BR20           | 大湖公園          |          |                                        | 高架     | 臺 北 市 | 内湖區        |
| BR19           | 內湖              |          |                                        | 高架     | 臺 北 市 | 内湖區        |
| BR18           | 文德 （碧湖公園） |          |                                        | 高架     | 臺 北 市 | 内湖區        |
| BR17           | 港墘              |          |                                        | 高架     | 臺 北 市 | 内湖區        |
| BR16           | 西湖 （德明科大） |          |                                        | 高架     | 臺 北 市 | 内湖區        |
| BR15           | 劍南路 （美麗華） |          | 環狀線                                 | 高架     | 臺 北 市 | 中山區        |
| BR14           | 大直 （實踐大學） |          |                                        | 地下     | 臺 北 市 | 中山區        |
| BR13           | 松山機場          |          | 松山區                                 | 地下     | 臺 北 市 |               |
| BR12           | 中山國中          |          | 民生汐止線：工程代碼SB04站（站外轉乘） | 高架     | 臺 北 市 | 松山區 中山區 |
| （下接木柵線） |                   |          |                                        |          |          |               |

## 相關
- 機場聯絡軌道系統
- 機場聯絡軌道交通列表
- 台灣機場聯絡軌道交通列表
- 高雄捷運高雄捷運紅線
- 桃園捷運桃園國際機場捷運

## 紀念章
本線於2015年2月11日開始採用「車站專屬紀念章戳」，各站的紀念章如下：
- 松山機場站：

以台北松山機場建築、本站公共藝術「行李箱」和飛機為主題。
- 大直站：

以國民革命忠烈祠和大直橋為主題。
- 劍南路站：

以美麗華百樂園的摩天輪、劍潭古寺和劍南蝴蝶步道為主題。
- 西湖站：

以本站站體和內湖清代採石場為主題。
- 港墘站：

以本站站體和內湖科技園區為主題。
- 文德站：

以郭子儀紀念堂、碧湖公園和國立臺灣戲曲學院為主題。
- 內湖站：

以碧山巖開漳聖王廟和白石湖吊橋為主題。
- 大湖公園站：

以站內公共藝術「風箏－悠游天際」和大湖公園的錦帶橋為主題。
- 葫洲站：

以本站站體和白鷺鷥山步道為主題。
- 東湖站：

以東湖哈拉影城為主題，搭配五分吊橋而成，展現現代與歷史建物的變化。
- 南港軟體園區站：

以南港軟體園區的公司建築為主題，搭配上班族作為代表此站的特色。
- 南港展覽館站：

以南港展覽館和本站出口造型為主題。

## 外部連結
- 臺北大眾捷運股份有限公司（繁體中文）（页面存档备份，存于）